# USS John A. Bole (DD-755)
O USS John A. Bole (DD-755) foi um Destroyer norte-americano que serviu durante a Segunda Guerra Mundial.

## Comandantes
| Comandante                     | Data                               |
| ------------------------------ | ---------------------------------- |
| Cdr. Edward Baxter Billingsley | 3 de Março de 1945 - Abril de 1947 |
| Cdr Jacob Thompson Bullen, Jr. | Julho de 1947 - Setembro de 1949   |